# Hippolyte singaporensis
Hippolyte singaporensis is een garnalensoort uit de familie van de Hippolytidae. De wetenschappelijke naam van de soort werd voor het eerst geldig gepubliceerd in 2017 door Gan en Li.